# Budki Snowidowickie
Budki Snowidowickie (ukr. Будки-Сновидовицькі, Budky-Snowydowyćki) – wieś na Ukrainie, w obwodzie rówieńskim, w rejonie sarneńskim, w hromadzie Rokitno, nad Husią. W 2001 roku liczyła 275 mieszkańców.